# Biangai
Biangai je papuansko pleme sa Nove Gvineje čije se plemensko područje nalazi u dolini gornjeg toka rijeke Bulolo u provinciji Morobe. Sa prvim australskim kopačima zlata susreću se 1920-ih godina, i od tada su svjedočili izvlačenju značajnog bogatstva iz tog područja. Godine 2009. dolazi do rata između njih i plemena Watut zbog priznanja vlasništva nad područjem oko grada Wau i nacionalnog parka McAdam. U napadu plemena Watut uništeno je Biangai selo Kaisenik, a nekoliko ljudi je ubijeno.

## Vanjske poveznice
- Biangai – peoplegroups.org (engl.)